# Emil Walter
Pour les articles homonymes, voir Walter.
 (septembre 2014).
Si vous disposez d'ouvrages ou d'articles de référence ou si vous connaissez des sites web de qualité traitant du thème abordé ici, merci de compléter l'article en donnant les références utiles à sa vérifiabilité et en les liant à la section « Notes et références ».
Emil Walter, né le 7 avril 1900 à Pforzheim et mort le 1er mars 1952, est un footballeur  reconverti entraîneur. Avec le FC Barcelone, il remporte la première édition du championnat d'Espagne lors de la saison 1928-1929.

## Biographie

Le FC Barcelone, vainqueur de la Coupe d'Espagne de 1928. Debout : Forns (entr.), Mas, Castillo, Llorens, Walter, Guzmán, Carulla et Platko. Assis : Piera, Sastre, Samitier, Arocha et Sagi.

Formé dans les rangs du club Germania Brötzingen de la ville de Pforzheim, Emil Walter émigre en Espagne pour des raisons professionnelles. Il travaille à Figueres à la quincaillerie de Costa Ferran, rue Caamaño. L'UE Figueres l'invite à s'entraîner au club et voyant qu'il est doté d'un tir fort puissant, ils font jouer Emil Walter en défense avec l'équipe première.
Emil débute lors de la saison 1921-1922 lors d'un match face au RCD Espanyol. D'après le dirigeant Josep Jou « Quand il shootait, l'air tremblait. Lors d'un match, il parvint à marquer en tirant une faute depuis son propre camp. »
À partir de ce but, sa réputation grandit et en 1923 il est recruté par le FC Barcelone avec qui il gagne un championnat d'Espagne et trois Coupes d'Espagne. Il joue 242 matchs avec Barcelone en étant titulaire. En 1930, il se blesse gravement et en doit cesser définitivement de jouer au football. Cette blessure le laisse boiteux jusqu'à la fin de ses jours.
Il retourne en Allemagne où il entraîne le RSV Hückeswagen.
En 1947, le président du FC Barcelone, Agustí Montal, apprend les problèmes physiques et économiques d'Emil Walter et décide de lui envoyer hebdomadairement des paquets de vivres pendant plusieurs années. Montal l'invite au 50e anniversaire du Barça en 1949 et les drapeaux du stade du Barça sont mis en berne lorsqu'il meurt en 1952.

## Palmarès
Avec le FC Barcelone :
- Champion d'Espagne en 1929
- Vainqueur de la Coupe d'Espagne en 1925, 1926 et 1928